# 格倫維爾 (格林納達)
格倫維爾是格林納達的城市，也是聖安德魯區的首府，位於該國東部，處於海拔水平面，是該地區的經濟和交通樞紐，2004年人口2,476。

## 外部連結
- Grenada - Explorations （页面存档备份，存于）